# گیرواتووو
گیرواتووو (به لاتین: Gierłatowo) یک روستا در لهستان است که در گمینا نکلا واقع شده‌است.